# Maximiliano Schonfeld
Maximiliano Schonfeld (Crespo, Entre Ríos; 1982) es un director de cine y guionista argentino.

## Biografía
Maximiliano Schonfeld nació en 1982 en Crespo, en la provincia de Entre Ríos, al noreste de Argentina. Estudió en la Escuela Nacional de Experimentación y Realización Cinematográfica en Buenos Aires y fue asistente de dirección de Rodrigo Moreno y Victor Kozakovzky. Dirigió episodios individuales de las series de televisión Ander Egg y El Lobo y tres cortometrajes antes de presentar su ópera prima Germania en el Festival de Cine de Hamburgo en 2012. Su película The Black Frost se proyectó en el Festival Internacional de Cine de Berlín en 2016. Su tercer largometraje Jesús López, del que también escribió el guion junto a la escritora argentina Selva Almada , se estrenó en el Festival de Cine de San Sebastián en septiembre de 2021. A principios de octubre de 2021, Jesús López también se mostró en el Festival de Cine de Hamburgo.

## Filmografía
- 2007: Entreluces (cortometraje)
- 2011: Invernario (cortometraje)
- 2012: El Lobo (Serie de TV)
- 2012: Alemania
- 2014: Oyster (cortometraje documental)
- 2015: La helada negra
- 2016: La siesta del tigre (documental)
- 2021: Jesús López